# 록리의 청춘 풀파워 닌자전
록리의 청춘 풀파워 닌자전(ロック・リーの青春フルパワー忍伝)은 일본에서 제작된 만화 및 애니메이션이다.
슈에이샤(集英社)가 발간한 주간 소년점프의 만화 나루토(ナルト)(원작: 키시모토 마사시)의 외전만화로 작가 타이라 켄지(平建史)에 의해 최강점프에서 '록 리의 청춘 풀파워 닌자전'으로 연재되었다.
스튜디오 피에로에서 애니메이션으로 제작하여 2012년 4월 3일까지 2013년 3월 26일까지 TV 도쿄에서 총 51화로 방영되었으며, 대한민국에서는 2012년 12월 21일부터 금요일 밤 9시에 투니버스에서 방영되었다.

## 개요
나루토의 등장인물 중 록 리를 주인공으로 하는 외전 만화 및 애니메이션이다.
배경은 원작 나루토이고, 이와 비교했을 때 그림체는 유아틱하다.  2 ~ 4 등신 정도에 데포르메 된 SD형태의 애니메이션 캐릭터들이 등장한다.에피소드 형식으로 이야기가 진행되며 장르는 개그, 코미디이다.
만화는 록 리의 청춘 풀파워 닌자전이라는 이름으로, 슈에이샤의 최강점프에서 작가 타이라 켄지가 연재하였다. 2012년 1월호부터 2014년 9월호까지 총 7권으로 완결되었다. 국내 정발은 2015년 4월 30일에 7권으로 완결되었다.
애니메이션은 나루토 SD 록 리의 청춘 풀파워 닌자전이라는 이름으로, 슈에이샤 스튜디오 피에로에서 감독 무라타 마사히코(むらた雅彦)(1화-26화), 졸자고로(27화-51화)가 제작하였다. 일본TV도쿄에서 2012년 4월부터 2013년 3월까지 총 51화 방영되었다. 또한 2013년 10월부터 나루토 SD 록 리의 청춘 풀 파워 닌자전 다시 한번 더라는 이름으로 재방송되었다. 한국에서는 5화, 17화가 방영되지 않았고 23화까지 방영되었다.
DVD는 애니메이션과 같이 나루토 SD 록 리의 청춘 풀파워 닌자전이란 이름으로 스튜디오 피에로에서 제작하였다. 2012년 7월 18일부터  2013년 11월 6일까지 총 17개 출간되었다.
짙은 눈썹이 트레이드 마크인 닌자, 록 리는 "난 인술을 못쓰지만 인술을 쓰지 않아도 훌륭한 닌자가 되는 것"을 목표로 체술을 단련하여 동료들과 힘을 합쳐 성장하는 이야기이다.

## DVD 발매 정보
|                                       | 품번      | 발매일          |
| ------------------------------------- | --------- | --------------- |
| 나루토SD 록 리의 청춘 풀파워 닌자전1  | ANSB-6501 | 2012년 7월 18일 |
| 나루토SD 록 리의 청춘 풀파워 닌자전2  | ANSB-6502 | 2012년 8월 하루 |
| 나루토SD 록 리의 청춘 풀파워 닌자전3  | ANSB-6503 | 2012년 9월 5일  |
| 나루토SD 록 리의 청춘 풀파워 닌자전4  | ANSB-6504 | 2012년 10월 3일 |
| 나루토SD 록 리의 청춘 풀파워 닌자전5  | ANSB-6505 | 2012년 11월 7일 |
| 나루토SD 록 리의 청춘 풀파워 닌자전6  | ANSB-6506 | 2012년 12월 5일 |
| 나루토SD 록 리의 청춘 풀파워 닌자전7  | ANSB-6507 | 2013년 1월 9일  |
| 나루토SD 록 리의 청춘 풀파워 닌자전8  | ANSB-6508 | 2013년 2월 6일  |
| 나루토SD 록 리의 청춘 풀파워 닌자전9  | ANSB-6509 | 2013년 3월 6일  |
| 나루토SD 록 리의 청춘 풀파워 닌자전10 | ANSB-6510 | 2013년 4월 3일  |
| 나루토SD 록 리의 청춘 풀파워 닌자전11 | ANSB-6511 | 2013년 5월 하루 |
| 나루토SD 록 리의 청춘 풀파워 닌자전12 | ANSB-6512 | 2013년 6월 5일  |
| 나루토SD 록 리의 청춘 풀파워 닌자전13 | ANSB-6513 | 2013년 7월 3일  |
| 나루토SD 록 리의 청춘 풀파워 닌자전14 | ANSB-6514 | 2013년 8월 7일  |
| 나루토SD 록 리의 청춘 풀파워 닌자전15 | ANSB-6515 | 2013년 9월 4일  |
| 나루토SD 록 리의 청춘 풀파워 닌자전16 | ANSB-6516 | 2013년 10월 2일 |
| 나루토SD 록 리의 청춘 풀파워 닌자전17 | ANSB-6517 | 2013년 11월 6일 |

## 줄거리
인술은 쓸 수 없지만 체술을 단련하고 절대 포기하지 않는 마음을 지닌 열혈 노력가 록 리. 그는 나뭇잎마을에서 임무를 수행하고 있는 닌자이다. 그의 곁에는 항상 텐텐과 네지로 한 팀이 되어 함께 임무를 수행한다. 록 리의 팀은 싸우고 위로하며 우정과 전우애를 쌓는다. 이들의 멘토는 바로 가이 선생으로, 리가 가장 존경하는 사람이다. 리의 라이벌은 나루토이며 둘은 대결을 하고 서로 배우며 성장해나간다.
나뭇잎 마을을 침략하려는 오로치마루가 등장하지만 항상 헤피엔딩으로 마을을 지켜낸다. 록 리의 주변에서 일어나는 유쾌발랄한 이야기이다.

## 애니메이션 스태프
- 원작: 타이라 켄지(최강 점프)
- 감독: 무라타 마사히코
- 시리즈 구성: 시모야마 켄토(下山健人)
- 캐릭터 디자인: 타나카 사유키(田中千幸)
- 미술 감독: 타카기 사와코(高木佐和子)
- 촬영 감독: 요코 카즈미(横尾和美)
- 색채 설계: 아베 노리코(阿部紀子)
- 비디오 편집: 가와무라 케이타(河村圭太)
- 음향 감독: 에비나 야스노리(蝦名恭範)
- 음악: 아베 순(安部純) / 무토 세이지(武藤星児)
- 애니메이션 제작: 피에로

## 방영목록
|      | 부제                                               | 각본                        | 방송일         |
| ---- | -------------------------------------------------- | --------------------------- | -------------- |
| 1화  | 록 리는 인술을 사용할 수 없는 닌자입니다.          | 시모야마 켄토               | 2012년 4월 3일 |
| 1화  | 록 리의 라이벌은 나루토입니다.                     | 시모야마 켄토               | 2012년 4월 3일 |
| 2화  | 사랑도 청춘의 일부입니다.                          | 시모야마 켄토               | 4월 10일       |
| 2화  | 사랑이란 둘이서 미련한 짓을 하는 것입니다.         | 시모야마 켄토               | 4월 10일       |
| 3화  | 천재 닌자 네지와 승부입니다.                       | 시모야마 켄토               | 4월 17일       |
| 3화  | 텐텐에게는 용서할 수 없는 싸움이 있습니다.         | 시모야마 켄토               | 4월 17일       |
| 4화  | 그래도 가이 선생님은 하지 않았어... 입니다.        | 미야타 유카                 | 4월 24일       |
| 4화  | 카카시 선생님은 가이 선생님의 라이벌               | 미야타 유카                 | 4월 24일       |
| 5화  | 코노하마루에게 권법을 가르치는 겁니다.             | 요코야 아키히로             | 5월 1일        |
| 5화  | 건강진단은 팬티로 승부합니다.                      | 요코야 아키히로             | 5월 1일        |
| 6화  | 나뭇잎 마을의 대운동회 입니다.                     | 시모야마 켄토               | 5월 8일        |
| 6화  | 기마전은 청춘의 묘미입니다.                        | 시모야마 켄토               | 5월 8일        |
| 7화  | 오로치마루는 전갈자리 B형입니다.                   | 시모야마 켄토               | 5월 15일       |
| 7화  | 러브레터는 최대의 함정입니다.                      | 시모야마 켄토               | 5월 15일       |
| 8화  | 호카게도 머리 빠질 땐 빠집니다.                    | 요코야 아키히로             | 5월 22일       |
| 8화  | 오로치마루는 매우 끈질긴 남자입니다.               | 요코야 아키히로             | 5월 22일       |
| 9화  | 히나타는 네지의 사촌입니다.                        | 미야타 유카                 | 5월 29일       |
| 9화  | 히나타의 약점은 나루토 입니다.                     | 미야타 유카                 | 5월 29일       |
| 10화 | 팀워크야말로 청춘의 증거입니다.                    | 요코야 아키히로             | 6월 5일        |
| 10화 | 범인은 이 안에 있다! 입니다!                       | 요코야 아키히로             | 6월 5일        |
| 11화 | 옛도시라고 하면, 수학여행 입니다!                  | 시모야마 켄토               | 6월 12일       |
| 11화 | 여자의 방이라 적고 과자상자라 읽습니다!            | 시모야마 켄토               | 6월 12일       |
| 12화 | 인술금지 체험학습 입니다.                          | 시모야마 켄토               | 6월 19일       |
| 12화 | 사쿠라 씨와 다정하게 우산을 쓰고 싶습니다.         | 시모야마 켄토               | 6월 19일       |
| 13화 | 사제대결! 록 리 VS 마이트 가이입니다.              | 미야타 유카                 | 6월 26일       |
| 13화 | 가이 선생님을 넘는 것입니다!                       | 미야타 유카                 | 6월 26일       |
| 14화 | 닌자인기를 되찾을 것입니다!                        | 시모야마 켄토               | 7월 3일        |
| 14화 | 죽다!                                              | 시모야마 켄토               | 7월 3일        |
| 15화 | 두근두근 ☆ 수영장 개장합니다.                      | 요코야 아키히로             | 7월 10일       |
| 15화 | 두근두근 ♥ 큰 뱀 수영장 입니다.                    | 요코야 아키히로             | 7월 10일       |
| 16화 | 3가지 색의 요리쇼 입니다!                          | 시모야마 켄토               | 7월 17일       |
| 16화 | 가이 선생님을 옅게 만드는 것입니다!                | 시모야마 켄토               | 7월 17일       |
| 17화 | ROAD TO GUY 입니다!                                | 미야타 유카                 | 7월 24일       |
| 17화 | 실록! 나뭇잎 마을의 망상 영화제 입니다!            | 미야타 유카                 | 7월 24일       |
| 18화 | 움찔! 닌자 투성이의 불꽃놀이 입니다!               | 시모야마 켄토               | 7월 31일       |
| 18화 | 뜨끔! 텐텐의 상태가 이상합니다!                    | 시모야마 켄토               | 7월 31일       |
| 19화 | 여름은 역시 조개빵 스타일 입니다!                  | 시모야마 켄토               | 8월 7일        |
| 19화 | 수박깨기를 둘러싸고 격투입니다!                    | 시모야마 켄토               | 8월 7일        |
| 20화 | 우리 아이라군과 사이좋게 될 것이다. 입니다!        | 요코야 아키히로             | 8월 14일       |
| 20화 | 가짜 록 리가 나타나다! 입니다!                     | 요코야 아키히로             | 8월 14일       |
| 21화 | 잠들기 힘든 밤에는 살떨리게 무서운 이야기 입니다.  | 요코야 아키히로             | 8월 21일       |
| 21화 | 호카게 님의 눈물은 장식이 아닙니다!                | 요코야 아키히로             | 8월 21일       |
| 22화 | 숙제는 기한 전날에 하는 것이 기본입니다!           | 시모야마 켄토               | 8월 28일       |
| 22화 | 3학년 리 조! 가이 반입니다!                        | 시모야마 켄토               | 8월 28일       |
| 23화 | 나루토가 리로, 리가 나루토로, 입니다!              | 미야타 유카                 | 9월 4일        |
| 23화 | 구미호 군과 산책하는 것이 꿈입니다!                | 미야타 유카                 | 9월 4일        |
| 24화 | 사이. 의 프로듀스 입니다!                          | 이마무라 미오(今村美緒)     | 9월 11일       |
| 24화 | 츠나데 님의 마음을 GETYOU 입니다.                  | 이마무라 미오(今村美緒)     | 9월 11일       |
| 25화 | 우리 가아라군의 가슴이 두근 ☆ 첫사랑 데이트입니다. | 요코야 아키히로             | 9월 18일       |
| 25화 | 오로치마루의 선물입니다.                           | 요코야 아키히로             | 9월 18일       |
| 26화 | 푸른불꽃의 도망가는 어린선수 사샥 리 입니다.       | 시모야마 켄토               | 9월 25일       |
| 26화 | 블랙기업 끌려는 코리고리 입니다.                   | 시모야마 켄토               | 9월 25일       |
| 27화 | 돌지 않는 초밥 첫 경험입니다!                      | 시모야마 켄토               | 10월 2일       |
| 27화 | 우정 · 노력 · 승리는 영원한 삼원칙입니다!          | 시모야마 켄토               | 10월 2일       |
| 28화 | 식욕의 가을! 송이버섯 사냥가는거야!                | 시모야마 켄토               | 10월 9일       |
| 28화 | 리와 네지 결별의 시간!                             | 시모야마 켄토               | 10월 9일       |
| 29화 | 우리 가아라 군을 접대 할 것입니다!                 | 시모야마 켄토               | 10월 16일      |
| 29화 | 가을의 다이어트 대작전 입니다!                     | 시모야마 켄토               | 10월 16일      |
| 30화 | 가을의 인술 안전운동 입니다!                       | 미야타 유카                 | 10월 23일      |
| 30화 | 선배의 예술 언제든지 폭발 중입니다!                | 미야타 유카                 | 10월 23일      |
| 31화 | 온천은 혼욕에 한정되는 겁니다!                     | 요코야 아키히로             | 10월 30일      |
| 31화 | 10월 27일 오로치마루의 생일! 이었습니다...         | 요코야 아키히로             | 10월 30일      |
| 32화 | 사쿠라 씨에게 간병 해달라고 입니다!                | 타케우치 토시미츠(竹内利光) | 11월 6일       |
| 32화 | 록 리에 맑은 한표를! 입니다!                       | 타케우치 토시미츠(竹内利光) | 11월 6일       |
| 33화 | 마이트 가이 사랑과 머리카락의 나날입니다.          | 카키무라 이사나(柿村イサナ) | 11월 13일      |
| 33화 | 나레이션에 도전하는 것입니다!                      | 카키무라 이사나(柿村イサナ) | 11월 13일      |
| 34화 | 일락의 위기를 구할 것입니다!                       | 시모야마 켄토               | 11월 20일      |
| 34화 | 쉬는 날도 수행합니다!                              | 시모야마 켄토               | 11월 20일      |
| 35화 | 생물 돌보기는 힘듭니다.                            | 미야타 유카                 | 11월 27일      |
| 35화 | 나루토에 짖어라! 입니다                            | 미야타 유카                 | 11월 27일      |
| 36화 | 텐텐 vs 테마리입니다!                              | 카키무라 이사나             | 12월 4일       |
| 36화 | 오로치마루의 결혼활동 입니다!                      | 카키무라 이사나             | 12월 4일       |
| 37화 | 가이 선생님이 호카게 님입니다!                     | 타케우치 토시미츠           | 12월 11일      |
| 37화 | IQ200은 귀찮은 겁니다.                             | 타케우치 토시미츠           | 12월 11일      |
| 38화 | 새벽의 아지트에 잠입입니다!                        | 미야타 유카                 | 12월 18일      |
| 38화 | 결사의 탈출 대작전 입니다!                         | 미야타 유카                 | 12월 18일      |
| 39화 | 크리스마스 사랑의 최종 결전입니다!                 | 시모야마 켄토               | 12월 25일      |
| 39화 | 대청소는 일년 후회와 부끄러움을 씻어줍니다!        | 시모야마 켄토               | 12월 25일      |
| 40화 | 설날부터 체면을 건 인생 주사위놀이 입니다!         | 시모야마 켄토               | 2013년 1월 8일 |
| 40화 | 나루토를 알아내는 것입니다!                        | 시모야마 켄토               | 2013년 1월 8일 |
| 41화 | 끝나지 않는 악몽입니다.                            | 요코야 아키히로             | 1월 15일       |
| 41화 | 미래에서 온 계략입니다!                            | 요코야 아키히로             | 1월 15일       |
| 42화 | 벌레사랑 두루미시노 입니다.                        | 카키무라 이사나             | 1월 22일       |
| 42화 | 텐텐 숙녀의 전장에서 타오릅니다!                   | 카키무라 이사나             | 1월 22일       |
| 43화 | 존재감을 지우고 싶은 17 밤입니다.                  | 시모야마 켄토               | 1월 29일       |
| 43화 | 화장실 청소는 마음도 깨끗이 할 것입니다!           | 시모야마 켄토               | 1월 29일       |
| 44화 | 뿌린 콩은 나중에 직원이 맛있게 먹었습니다!         | 타케우치 토시미츠           | 2월 5일        |
| 44화 | 표적이 된 雷影님 입니다!                           | 타케우치 토시미츠           | 2월 5일        |
| 45화 | 뜨겁고 뜨거운 설상 콘테스트 입니다!                | 미야타 유카                 | 2월 12일       |
| 45화 | 남자의 전장은 발렌타인 입니다!                     | 미야타 유카                 | 2월 12일       |
| 46화 | 전설의 닌자, 지라이야님 입니다!                    | 시모야마 켄토               | 2월 19일       |
| 46화 | 자, 여탕에 돌입합니다!                             | 시모야마 켄토               | 2월 19일       |
| 47화 | 강아지 친구 개입니다.                              | 카키무라 이사나             | 2월 26일       |
| 47화 | 마침내 그 시노부가 온 것입니다!                    | 카키무라 이사나             | 2월 26일       |
| 48화 | 드디어 야마토 대장이 임무를 소개합니다.            | 미야타 유카                 | 3월 5일        |
| 48화 | 나뭇잎 오브 더 데드입니다!                         | 미야타 유카                 | 3월 5일        |
| 49화 | 화이트 데이 박멸 동맹입니다!                       | 타케우치 토시미츠           | 3월 12일       |
| 49화 | 히나 인형을 해결합니다!                            | 타케우치 토시미츠           | 3월 12일       |
| 50화 | 가이 선생님을 신세지는 겁니다!                     | 이마무라 미오               | 3월 19일       |
| 50화 | 츠나데 님의 맞선입니다!                            | 이마무라 미오               | 3월 19일       |
| 51화 | 최후의 전투                                        | 시모야마 켄토               | 3월 26일       |
| 51화 | 마지막 임무는 S랭크 급입니다!                      | 시모야마 켄토               | 3월 26일       |

## 주요등장인물

### 록 리(ロック・リー)
성우: 마스카와 요이치(増川洋一)
이 애니메이션의 주인공이다. 인술을 쓰지 못하는 닌자이지만 인술없이도 훌륭한 닌자가 되는 것이 목표이다. 내뱉은 말은 꼭 지키고 성실하다.
정의로운 마음씨를 갖고 있고 엄청난 열혈 노력가이다. 가이선생님을 인생의 멘토로 삼고 있다.

### 텐텐(テンテン)
성우: 타무라 유카리(田村ゆかり)
록 리가 속해있는 팀의 여닌자이다. 록 리가 하는 말에는 항상 딴지를 건다.

### 휴우가 네지(日向 ( ひゅうが ) ネジ)
성우: 원근 고이치(遠近孝一)
무뚝뚝하고 말수가 적다. 휴우가 가문의 엘리트 출신으로 천재닌자라는 대명사를 갖고 있다. 외모가 뛰어나 여자들에게 인기가 많다.

### 마이트 가이(マイト・ガイ)
성우: 에바라 마사시(江原正士)
송충이 눈썹과 초록색 쫄쫄이를 입은 것이 록 리와 같다. 록리에게 둘도 없는 훌륭한 멘토이자 록 리, 텐텐, 네지 세명의 제자들에게 매번 생각할 거리를 주고 교훈을 깨닫게 하는 스승이다.

### 우즈마키 나루토(うずまきナルト)
성우: 타케우치 준코(竹内順子)
원작 나루토의 주인공이다. 왕바보에 한심한 점도 있지만 리에게 뒤쳐지지 않는 열혈 노력가이다. 록 리와 라이벌이지만 사이가 매우 좋다.

### 하루노 사쿠라(春野 ( はるの ) サクラ)
성우: 나카무라 치에(中村千絵)
나루토와 같은 팀인 여닌자이다.

### 하타케 카카시(はたけカカシ)
성우: 이노우에 카즈히코(井上和彦)
나루토, 사쿠라, 사스케를 가르치는 스승이다. 엄청난 엘리트 출신이며 차분하며 냉정하고 지능이 높다. 가이와 어릴 적 친구이도 하며 라이벌이다.

### 오로치마루(大蛇丸)
성우: 고래(くじら)
계속해서 나뭇잎마을을 침략하려하는 탈주닌자이다. 전설의 3닌자 중 한 명으로 상당히 뛰어난 실력을 갖고 있다. 그러나 이 애니메이션에서는 엄청난 개그 캐릭터인데, 침략하러 올 때마다 록 리 일행에게 무자비하게 당한다. 카부토라는 부하와 항상 같이 있다.

## 애니메이션 OST(OP와 ED)

### 1기 OP
| 노래 | Give Lee Give Lee 록 리             |
| 작곡 | 마티 프리드먼                       |
| 작사 | mildsalt                            |
| 편곡 | 크리스 임펠리테리                   |
| 가수 | 아니메타루 USA × 카게 야마 히로노부 |

### 2기 OP
| 노래 | 러브 송     |
| 작곡 | 오카모토 쇼 |
| 작사 | 오카모토 쇼 |
| 편곡 | OKAMOTO's   |
| 가수 | OKAMOTO's   |

### 1기 ED
| 노래 | Twinkle Twinkle |
| 작곡 | Hans.W          |
| 작사 | 이시와타리 쥰지 |
| 편곡 | Hans.W          |
| 가수 | Secret          |

### 2기 ED
| 노래 | Go! Go! Here We Go! 록 리 |
| 작곡 | 마에 야마다 켄이치        |
| 작사 | 마에 야마다 켄이치        |
| 편곡 | 마에 야마다 켄이치        |
| 가수 | 사립 에비스 중학          |

### 3기 ED
| 노래 | 그래, 우리         |
| 작곡 | 유즈 · Monch・RYLL |
| 작사 | 유즈 · Monch       |
| 편곡 | RYLL               |
| 가수 | RAM WIRE           |

### 4기 ED
| 노래 | 이챠이챠츄츄캬피캬피러브러브수리수리도키도키 |
| 작곡 | 사카구치 키사                                |
| 작사 | 사카구치 키사                                |
| 편곡 | 시마다 아키노리                              |
| 가수 | HAPPY BIRTHDAY                               |

## 상품

### 앨범
- Give Lee Give Lee 록 리
- SMJ / 아니메타루(アニメタル) USA × 카게 야마 히로노부(影山ヒロノブ), 아니메타루(アニメタル) USA
- 발매일: 2012년 4월 25일
- 사양: CD
- 포맷: 싱글, 맥시

### 게임
- 나루토 SD 파워풀 질풍전(NARUTO―ナルト―SD パワフル疾風伝)
- 플랫폼: Nintendo 3DS
- 발매일: 2012년 11월 29일
- 우즈마키 나루토 편으로 애니메이션 "나루토 질풍전"의 스토리를 개그 에피소드로 체험이 가능하다.
- 록 리 편을 선택하면 애니메이션 "록 리의 청춘 풀파워 닌자전"의 엉망 진창 개그 미션을 즐길 수 있다.